# Martisberg
Martisberg är en ort i kommunen Bettmeralp i kantonen Valais, Schweiz. Orten var före den 1 januari 2014 en egen kommun, men slogs då samman med kommunen Betten till den nya kommunen Bettmeralp.